# Liste des communes françaises de Saône-et-Loire ayant changé de nom au cours de la Révolution
Pour un article plus général, voir Liste des communes françaises ayant changé de nom au cours de la Révolution.
Cet article présente la liste des communes françaises de Saône-et-Loire ayant changé de nom au cours de la Révolution.

## Saône-et-Loire
Les noms des communes qui ont conservé leur nom révolutionnaire sont surlignés en bleu ciel.
| Commune                                                      | Nom révolutionnaire                          | Notice Ehess-Cassini |
| ------------------------------------------------------------ | -------------------------------------------- | -------------------- |
| L'Abergement-Sainte-Colombe                                  | L'Abergement-des-Bois                        |                      |
| Autun                                                        | Bibracte                                     | no 2040              |
| Baron                                                        | La Montagne-des-Piques                       | no 2717              |
| Bois-Sainte-Marie                                            | Bois-Marie                                   | no 4685              |
| Bourbon-Lancy                                                | Bellevue-les-Bains                           | no 3567              |
| Bourg-le-Comte                                               | Basses-Marches-du-Bourbonnais                | no 5303              |
| Bourg-le-Comte                                               | Bourg-le-Mont                                | no 5303              |
| Buxy                                                         | Buxy-le-National                             | no 6448              |
| Buxy                                                         | Grand-Buxy                                   | no 6448              |
| La Chapelle-de-Bragny                                        | Bragny-sur-Grosne                            | no 8216              |
| La Chapelle-de-Villars (réunie à Villeneuve-en-Montagne)     | Villars-en-Montagne                          | no 8226              |
| La Chapelle-Naude                                            | Sâne-la-Morte                                | no 8294              |
| La Chapelle-Saint-Sauveur                                    | Masselibre                                   | no 8329              |
| La Chapelle-Thècle                                           | Sâne-la-Vive                                 | no 8351              |
| Château                                                      | La Combe                                     | no 8624              |
| Châteauneuf                                                  | Pont-sur-Sornin                              | no 8667              |
| Châteaurenaud (réunie à Louhans)                             | Beaulieu                                     | no 8706              |
| Châtel-Moron                                                 | Moron-la-Montagne                            | no 8768              |
| Châtenoy-le-Royal                                            | Châtenoy-le-National                         | no 8798              |
| Donzy-le-Royal                                               | Donzy-le-National                            | no 12075             |
| Guiche (La)                                                  | Champvent                                    | no 16399             |
| Issy-l'Évêque                                                | Issy-la-Montagne                             | no 17660             |
| Lessard-le-Royal                                             | Lessard-le-National                          | no 19310             |
| Lys (réunie à Chissey-lès-Mâcon)                             | Trois-Fontaines                              | no 20465             |
| Martigny-le-Comte                                            | Martigny-le-Peuple                           | no 21435             |
| Mont-Saint-Vincent                                           | Belvédère                                    | no 23877             |
| Mont-Saint-Vincent                                           | Mont-Belvédère                               | no 23877             |
| Motte-Saint-Jean (La)                                        | Montagne-Fleurie                             | no 24129             |
| Motte-Saint-Jean (La)                                        | Montfleury                                   | no 24129             |
| Les Reuillons (réunie à Saint-Yan)                           | La Montagne                                  | no 62413             |
| Saint-Agnan                                                  | Blandenant                                   | no 30237             |
| Saint-Albain                                                 | Mont-Marat                                   | no 30284             |
| Saint-Ambreuil                                               | La Loi-sur-Grosne                            | no 30336             |
| Saint-Amour (devenue Saint-Amour-Bellevue)                   | Bellevue                                     | no 30341             |
| Saint-André-en-Bresse                                        | Franc-Cœur                                   | no 30354             |
| Saint-André-le-Désert                                        | Bourg-Désert (ou Bourg-le-Désert)            | no 30378             |
| Saint-Aubin-en-Charollais                                    | Champ-Libre                                  | no 30529             |
| Saint-Aubin-sur-Loire                                        | Bon-Air-sur-Loire                            | no 30506             |
| Saint-Bérain-sur-Dheune                                      | Bérain-la-Dheune                             | no 30702             |
| Saint-Bérain-sur-Dheune                                      | La Motte-sur-Dheune                          | no 30702             |
| Saint-Boil                                                   | Noizeret                                     | no 30723             |
| Saint-Bonnet-de-Joux                                         | Bonnet-Rouge                                 | no 30752             |
| Saint-Bonnet-en-Bresse                                       | Bonnet-sur-Guyotte                           | no 30741             |
| Saint-Christophe-en-Bresse                                   | Hercule                                      | no 30909             |
| Saint-Christophe-en-Brionnais                                | Bel-Air-les-Foires                           | no 30906             |
| Saint-Clément-lès-Mâcon (réunie à Mâcon)                     | Grosne-lès-Mâcon                             |                      |
| Saint-Clément-sur-Guye                                       | Mont-sur-Guye                                | no 31007             |
| Saint-Cosme (réunie à Chalon-sur-Saône)                      | Port-la-Montagne                             |                      |
| Saint-Cosme (réunie à Chalon-sur-Saône)                      | Côme-la-Montagne                             |                      |
| Saint-Cosme (réunie à Chalon-sur-Saône)                      | Montagne-lès-Chalon                          |                      |
| Saint-Cosme (réunie à Chalon-sur-Saône)                      | La Montagne                                  |                      |
| Saint-Cyr                                                    | Chazault                                     | no 31078             |
| Saint-Denis-de-Vaux                                          | Roche-sur-Vaux                               |                      |
| Saint-Désert                                                 | Montbogre                                    |                      |
| Saint-Didier-sur-Arroux                                      | Mont-d'Arroux                                |                      |
| Saint-Étienne-en-Bresse                                      | Niveau                                       |                      |
| Saint-Eusèbe                                                 | Sparte                                       |                      |
| Saint-Eusèbe                                                 | Montfleury                                   |                      |
| Saint-Firmin                                                 | La Chazelle-les-Graviers                     |                      |
| Saint-Forgeot                                                | Ferréol                                      |                      |
| Saint-Gengoux-de-Scissé                                      | Bassy-de-Scissé                              |                      |
| Saint-Gengoux-le-Royal                                       | Gengoux-le-National                          |                      |
| Saint-Gengoux-le-Royal                                       | Jouvence                                     |                      |
| Saint-Germain-des-Bois                                       | Bois-Soleil                                  |                      |
| Saint-Germain-du-Plain                                       | Le Pelletier-du-Plain                        |                      |
| Saint-Germain-du-Plain                                       | Thorey-sur-Saône                             |                      |
| Saint-Gervais-en-Vallière                                    | Cercy-la-Dheune                              |                      |
| Sainte-Hélène                                                | Sources-de-Guye                              |                      |
| Sainte-Hélène                                                | Phorien-sur-Guye                             |                      |
| Saint-Hippolyte (réunie à Bonnay)                            | Mont-Verrier                                 |                      |
| Saint-Huruge                                                 | La Rochette-sur-Guye                         |                      |
| Saint-Jean-des-Vignes (réunie à Chalon-sur-Saône)            | Rochefort-la-Vigne (ou Rochefort-des-Vignes) |                      |
| Saint-Jean-de-Vaux                                           | Vaux-la-Montagne                             |                      |
| Saint-Jean-le-Priche (réunie à Mâcon)                        | Roche-sur-Saône                              |                      |
| Saint-Julien-de-Civry                                        | Vertpré                                      |                      |
| Saint-Julien-de-Cray (réunie à Saint-Julien-de-Jonzy)        | Julien-Bellevue                              |                      |
| Saint-Julien-de-Jonzy                                        | Julien-de-Bel-Air                            |                      |
| Saint-Laurent-d'Andenay                                      | Laurent-la-Garde                             |                      |
| Saint-Laurent-en-Brionnais                                   | L'Union                                      |                      |
| Saint-Léger (réunie à Charnay-lès-Mâcon)                     | Grosne                                       |                      |
| Saint-Léger-du-Bois                                          | Bois-Nègre                                   |                      |
| Saint-Léger-lès-Paray                                        | Bon-Léger                                    |                      |
| Saint-Léger-sous-Beuvray                                     | Beuvremont                                   |                      |
| Saint-Léger-sous-la-Bussière                                 | La Bussière                                  |                      |
| Saint-Léger-sur-Dheune                                       | Léger-la-Dheune                              |                      |
| Saint-Loup-de-la-Salle                                       | Arbre-Vert                                   |                      |
| Saint-Loup-de-Varennes                                       | Gras                                         |                      |
| Saint-Marcel                                                 | Ubilac                                       |                      |
| Saint-Mard-de-Vaux                                           | Montabon                                     |                      |
| Saint-Martin-d'Auxy                                          | Mont-d'Auxy                                  |                      |
| Saint-Martin-de-Croix                                        | Burnand                                      |                      |
| Saint-Martin-de-Laives                                       | Laives                                       |                      |
| Saint-Martin-de-Lixy                                         | Lixy                                         |                      |
| Saint-Martin-de-Salencey                                     | Salencey                                     |                      |
| Saint-Martin-de-Senozan (devenue Saint-Martin-Belle-Roche)   | Belle-Roche                                  |                      |
| Saint-Martin-des-Champs (réunie à Chalon-sur-Saône)          | Champfleury                                  |                      |
| Saint-Martin-des-Vignes (réunie à Mâcon)                     | Notre-Dame-des-Vignes                        |                      |
| Saint-Martin-du-Lac                                          | Lac-sur-Loire                                |                      |
| Saint-Martin-du-Mont                                         | Montagne-du-Mont                             |                      |
| Saint-Martin-du-Tartre                                       | La Montagne-du-Plain                         |                      |
| Saint-Martin-du-Tartre                                       | Martin-Bel-Air                               |                      |
| Saint-Martin-en-Bresse                                       | Telle-les-Bois                               |                      |
| Saint-Martin-en-Gâtinois                                     | Gâtinois-sur-Dheune                          |                      |
| Saint-Martin-la-Patrouille                                   | Bragny-sur-Guye                              |                      |
| Saint-Martin-sous-Montaigu                                   | Montaigu                                     |                      |
| Saint-Maurice-des-Prés (réunie à Saint-Maurice-de-Satonnay)  | Mauris-des-Prés-et-Campagne                  |                      |
| Saint-Maurice-des-Champs                                     | Champs-des-Bois                              |                      |
| Saint-Maurice-en-Rivière                                     | Fort-Chevrey                                 |                      |
| Saint-Maurice-lès-Châteauneuf                                | Sornin                                       |                      |
| Saint-Micaud                                                 | Mancert (ou Mancerre)                        |                      |
| Saint-Pantaléon (réunie à Autun)                             | Communes-Réunies                             |                      |
| Saint-Pierre-de-Senozan                                      | Senozan                                      |                      |
| Saint-Pierre-le-Vieux                                        | Pierre-Neuve                                 |                      |
| Saint-Point                                                  | Mont-Brillant                                |                      |
| Saint-Privé                                                  | Libre                                        |                      |
| Saint-Privé                                                  | Mont-Libre                                   |                      |
| Saint-Prix                                                   | Prix-sous-Beuvray                            |                      |
| Saint-Racho                                                  | Dun-la-Montagne                              |                      |
| Saint-Radegonde                                              | Chassigny                                    |                      |
| Saint-Rémy                                                   | Bellevue-sur-Saône                           |                      |
| Saint-Romain-des-Îles (réunie à Saint-Symphorien-d'Ancelles) | Île-sur-Saône                                |                      |
| Saint-Romain-sous-Versigny                                   | Raveau-sur-Arrière                           |                      |
| Saint-Sernin-du-Plain                                        | La Montagne-en-Plain                         |                      |
| Saint-Sorlin                                                 | La Roche-Vineuse                             |                      |
| Saint-Symphorien-d'Ancelles                                  | Fougère-d'Ancelles                           |                      |
| Saint-Symphorien-de-Marmagne                                 | Le Pelletier                                 |                      |
| Saint-Symphorien-lès-Charolles (réunie à Charolles)          | Phorien-lès-Charolles                        |                      |
| Saint-Usuge                                                  | Chalon-sur-Seille                            |                      |
| Saint-Vallerin                                               | Vallerin-Rochefort                           |                      |
| Saint-Vallerin                                               | Chinte-sous-Roche                            |                      |
| Saint-Vallier                                                | Vallier-le-Bois                              |                      |
| Saint-Vérand                                                 | Arlois                                       |                      |
| Saint-Vincent-des-Prés                                       | Gande                                        |                      |
| Saint-Vincent-en-Bresse                                      | Vincent-des-Bois                             |                      |
| Saint-Yan                                                    | Yan-l'Arconce                                | no 35028             |
| Saint-Ythaire                                                | Monteynard (ou Mont-Ainard)                  |                      |
| Sainte-Cécile                                                | Pont-sur-Grosne                              |                      |
| Sainte-Croix                                                 | Solnan                                       |                      |
| Semur-en-Brionnais                                           | Semur-la-Montagne                            | no 35950             |
| Sennecey-le-Grand                                            | Grand-Sennecey                               | no 35994             |
| Toulon-sur-Arroux                                            | Bel-Air-sur-Arroux                           |                      |
| Varennes-Saint-Sauveur                                       | Varenne-sur-Sevron                           |                      |
| La Grande-Verrière                                           | Verrière-sur-Glenne                          |                      |